# Un de Baumugnes
Un de Baumugnes est un roman de Jean Giono publié en 1929 aux éditions Grasset.
Ce roman est le deuxième de la Trilogie de Pan. Il est précédé de Colline, publié également en 1929, et suivi de Regain, publié en 1930.
Ce court roman raconte une histoire d'amour dans le monde rural du premier tiers du XXe siècle. Le narrateur s'appelle Amédée. « Celui de Baumugnes », dont il est question dans le titre, se prénomme Albin.

## Résumé
Un vieil ouvrier agricole, Amédée, louant ses bras de ferme en ferme, nous dépeint sa rencontre avec un jeune homme, Albin, ouvrier agricole également. Celui-ci lui fait part, après quelques verres bus dans une taverne, de ses remords : quelque temps plus tôt, Albin avait connu aux champs un homme d'assez mauvaises mœurs, prénommé Louis. Les deux hommes avaient rencontré une jeune fille, prénommée Angèle, qu'Albin, trop timide, n'avait pas osé aborder bien qu'en étant tombé amoureux. En revanche, Louis était parvenu à la séduire, puis l'avait entraînée à Marseille où il l'avait forcée à se prostituer.
Après qu'Albin eut confié son secret à Amédée, celui-ci décide de retrouver la jeune fille. Pour cela, Il se fait embaucher à la Douloire, la ferme des parents de la fugitive. Après quelques mois, il découvre qu'Angèle est enfermée quelque part dans la ferme avec son bébé, Pancrace, dont elle ne connaît pas le père.
Il se rend alors à la recherche d'Albin et le met au courant de ce qu'il a découvert. Le jeune homme décide d'aller immédiatement chercher la jeune fille et son bébé et de les emmener tous deux chez lui, à Baumugnes.
Après plusieurs jours à chercher la jeune femme dans les dépendances de la ferme, les deux hommes décident d'une nuit pour partir avec Angèle et son bébé. Tout se passe bien jusqu'à ce que Clarius, le père d'Angèle, se réveille et arrive avec son fusil. L'homme ayant un bras en écharpe, Amédée arrive à le désarmer et tous quatre (les hommes, Angèle et le bébé) s'en vont. Au petit jour, Amédée ayant réfléchi toute la nuit décide de retourner tous quatre à la Douloire, craignant que leur fuite n'entraîne le suicide du père (évoquant sa noyade dans la Durance) ; Albin et Angèle comprennent à demi-mot et se joignent à lui. Arrivés à la ferme, ils sont reçus par le fusil du père qui finalement ne tire pas et les laisse repartir.
Quelques années plus tard, Amédée repasse par la Douloire et rencontre une petite fille qui lui dira qu'elle est ici « chez son pépé », mais qu'elle est de Baumugnes. Il comprend alors que la famille s'est réconciliée et agrandie. Il décide de continuer sa route sans revoir personne, chargeant toutefois la petite fille de saluer son père, Albin, de sa part. Le roman se termine par un simple « Voilà ! ».

## Adaptation
- 1934 : Angèle, film français de Marcel Pagnol, avec Orane Demazis, Fernandel et Henri Poupon